# Río Negro (Mérida)
La Parroquia Río Negro es una de las tres parroquias que pertenecen al municipio Guaraque del estado Mérida de Venezuela y una de las 86 parroquias distribuidas en 23 municipios del estado Mérida. Río Negro es un pequeño pueblo situado al sur del estado Mérida, se encuentra en un valle irregular, cuenta con varias aldeas, grandes zonas rurales donde las actividades principales son la ganadería y la agricultura. Se conecta por distintas carreteras.